# Hippospongia seposita
Hippospongia seposita är en svampdjursart som beskrevs av Hooper och Wiedenmayer 1994. Hippospongia seposita ingår i släktet Hippospongia och familjen Spongiidae.
Artens utbredningsområde är havet kring Australien. Inga underarter finns listade i Catalogue of Life.